# ベニゴウカン属
ベニゴウカン属 Calliandraは、マメ科（旧ネムノキ亜科）の熱帯性常緑低木または草本。

## 特徴
ゴウカン（合歓）の名の通り、花冠が目立たず、雄しべが長く伸びてネムノキに似た球状の頭状花序の花を咲かせる。花の形から英名にpowder puff（化粧パフ）が含まれることが多い。花色は種により赤、桃、白など。葉は2回偶数羽状複葉が互生する。

## 分布、利用
米国南西部～中南米の熱帯～亜熱帯地域が原産。公園や庭園花木として植栽される。

## 下位分類群
ベニゴウカン属の種として、POWOでは150種が挙げられている。日本国内の温室や亜熱帯域で植栽される主な種を示す。
- C. brevipes トキワネム
※ POWO[6]ではC. selloiのシノニムとされる

- C. eriophylla ベニゴウカン[7]
※ C. eriophyllaの花は桃色であるとし、ベニゴウカンの学名をC. californicaとする見解もある[2]

- C. emarginata ヒメベニゴウカン（カリアンドラ・エマルギナ）
※  学名をC. tergemina var. emarginataとする見解もある[2][8]

- C. haematocephala オオベニゴウカン[9]
※ 白花園芸品種あり（オオシロゴウカン）

- C. surinamensis スリナムゴウカン
- C. tweediei カリアンドラ・トウィーディー

## ギャラリー

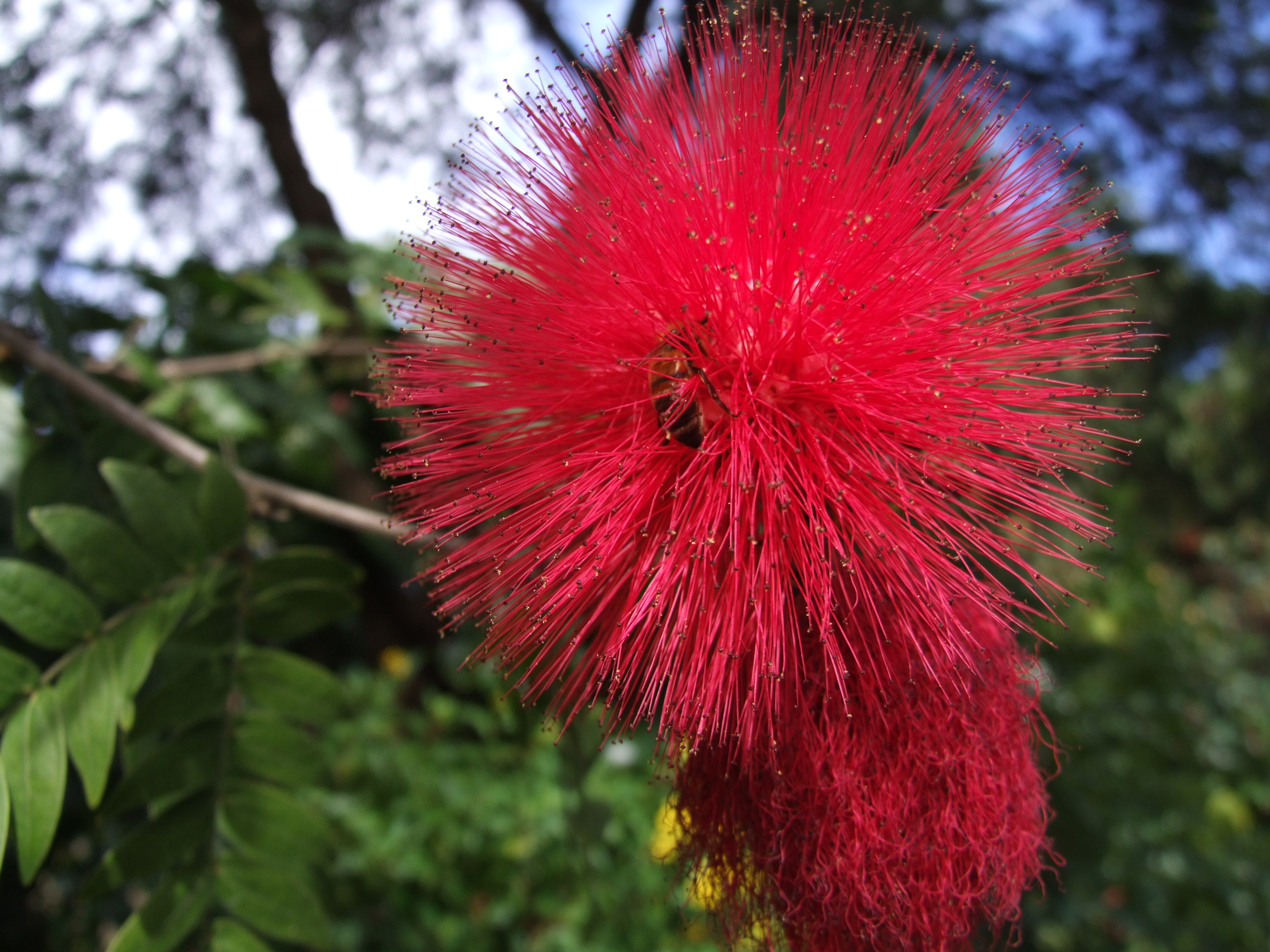
オオベニゴウカン
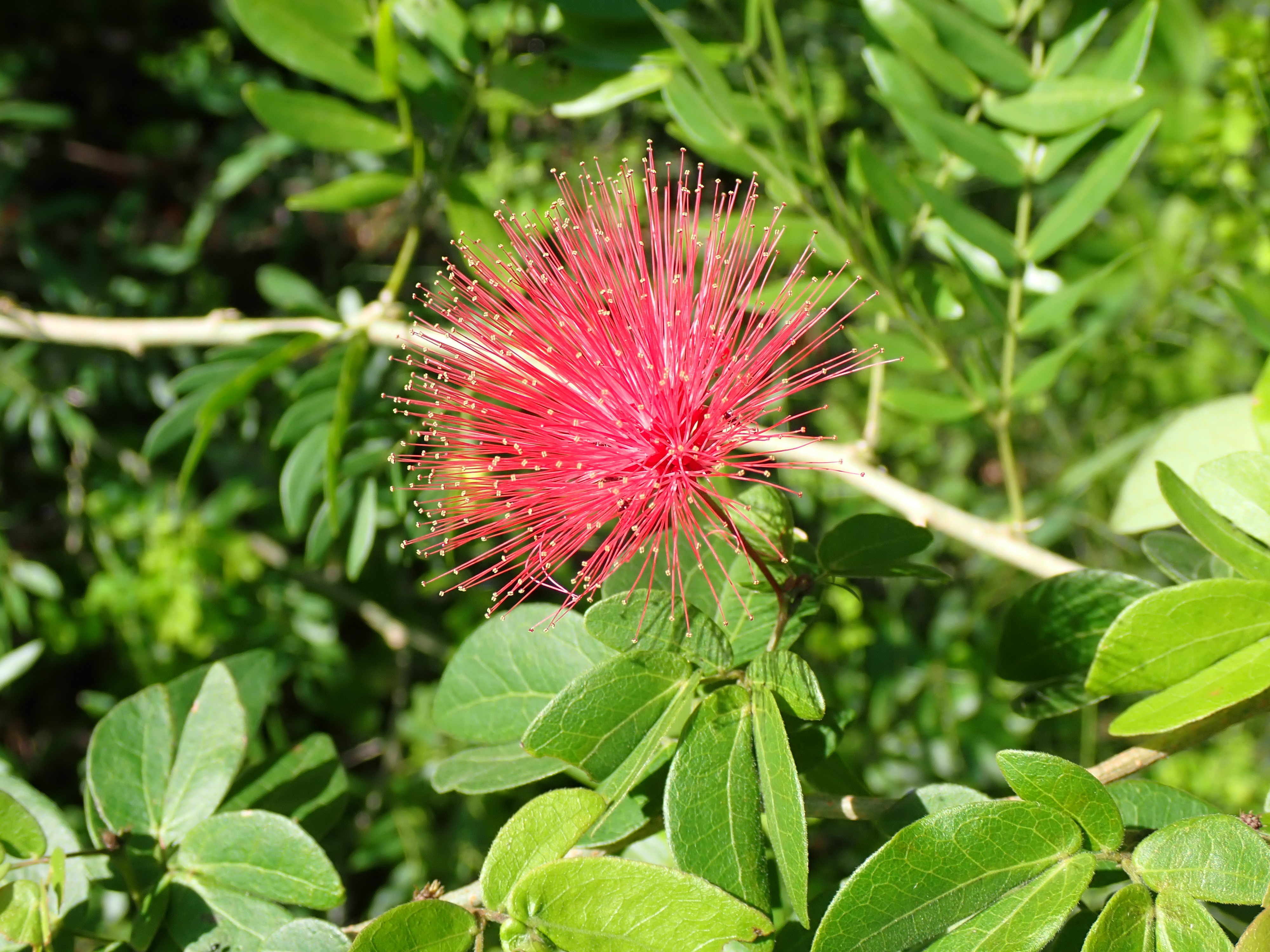
ヒメベニゴウカン
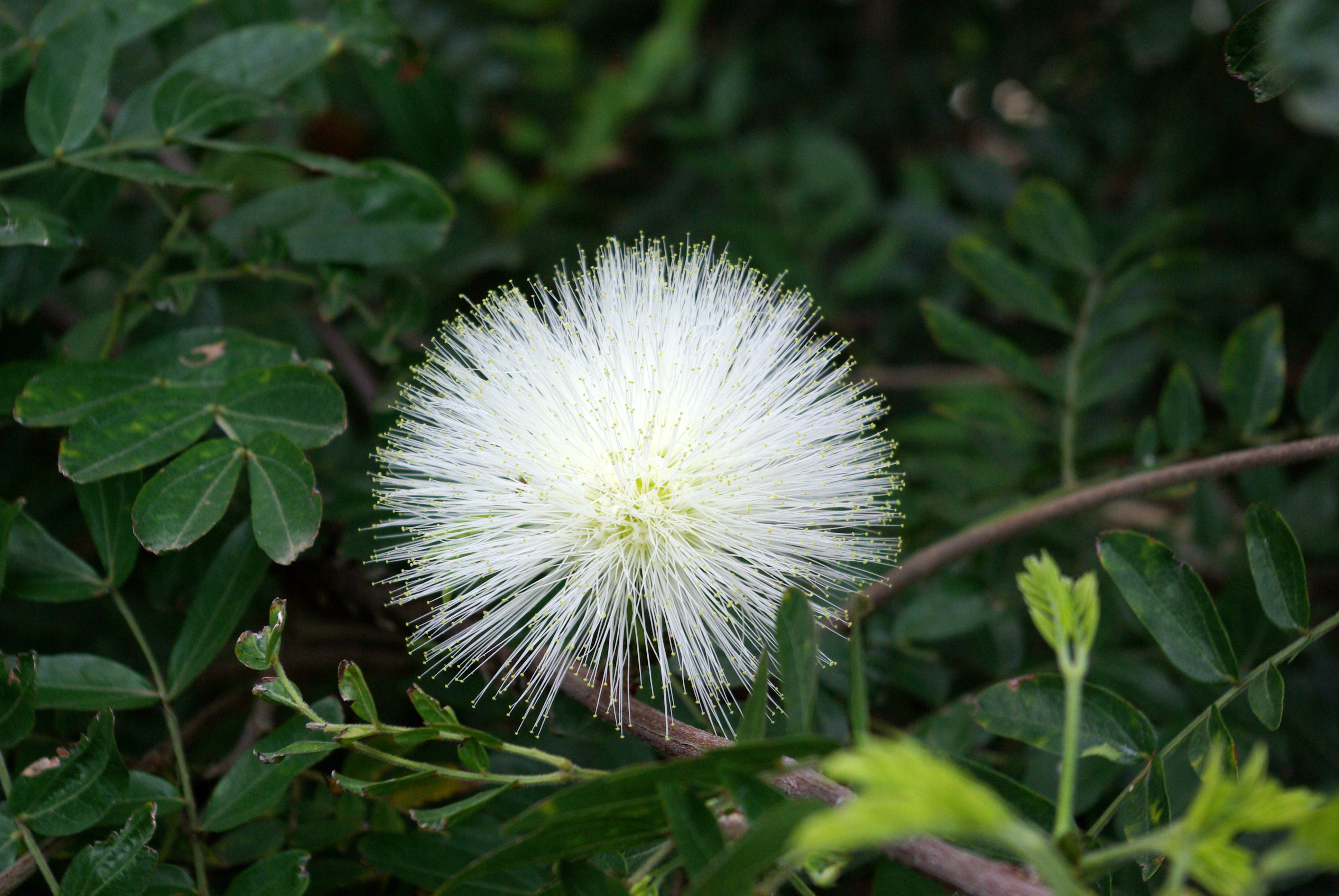
オオシロゴウカン
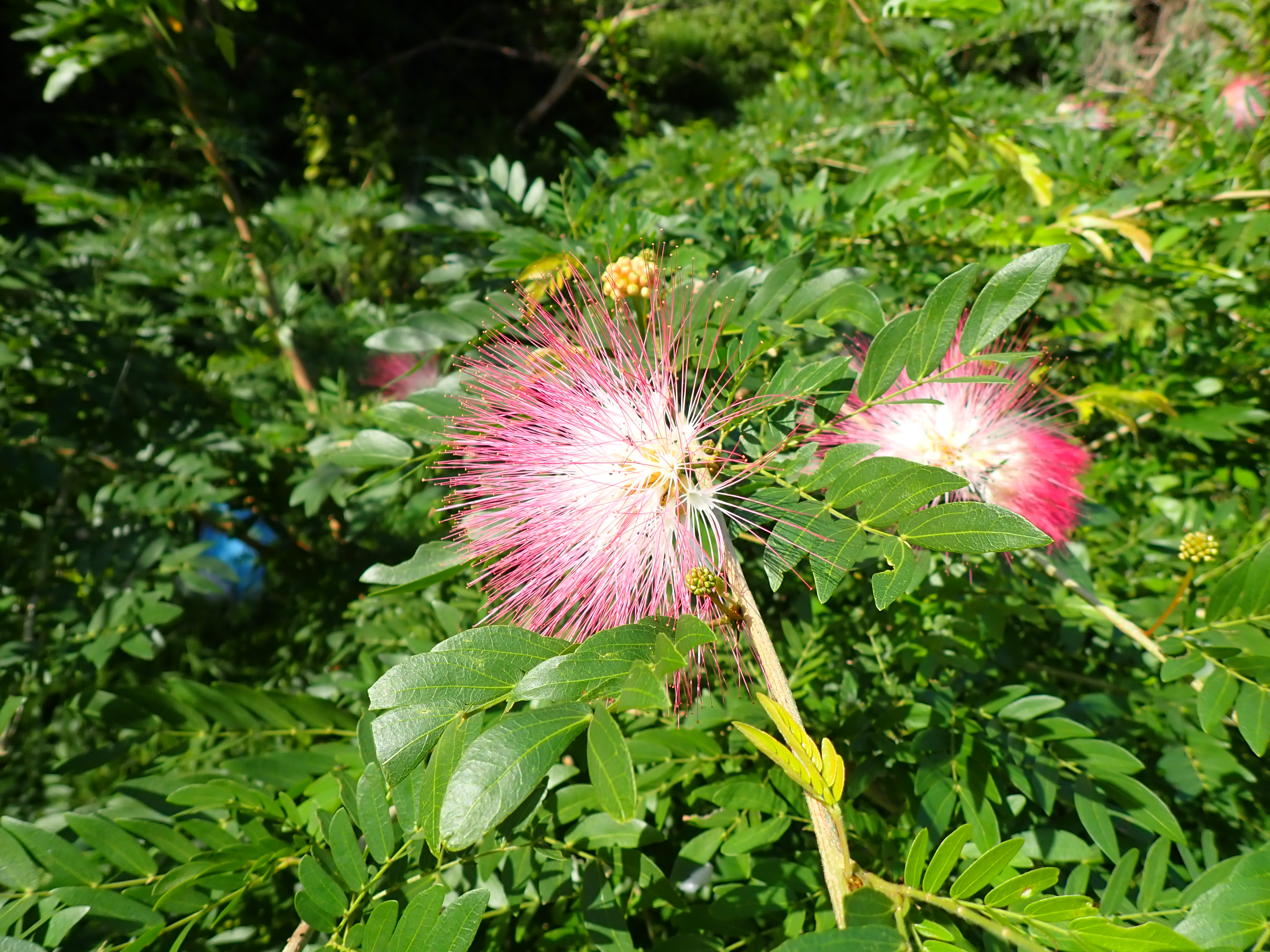
スリナムゴウカン
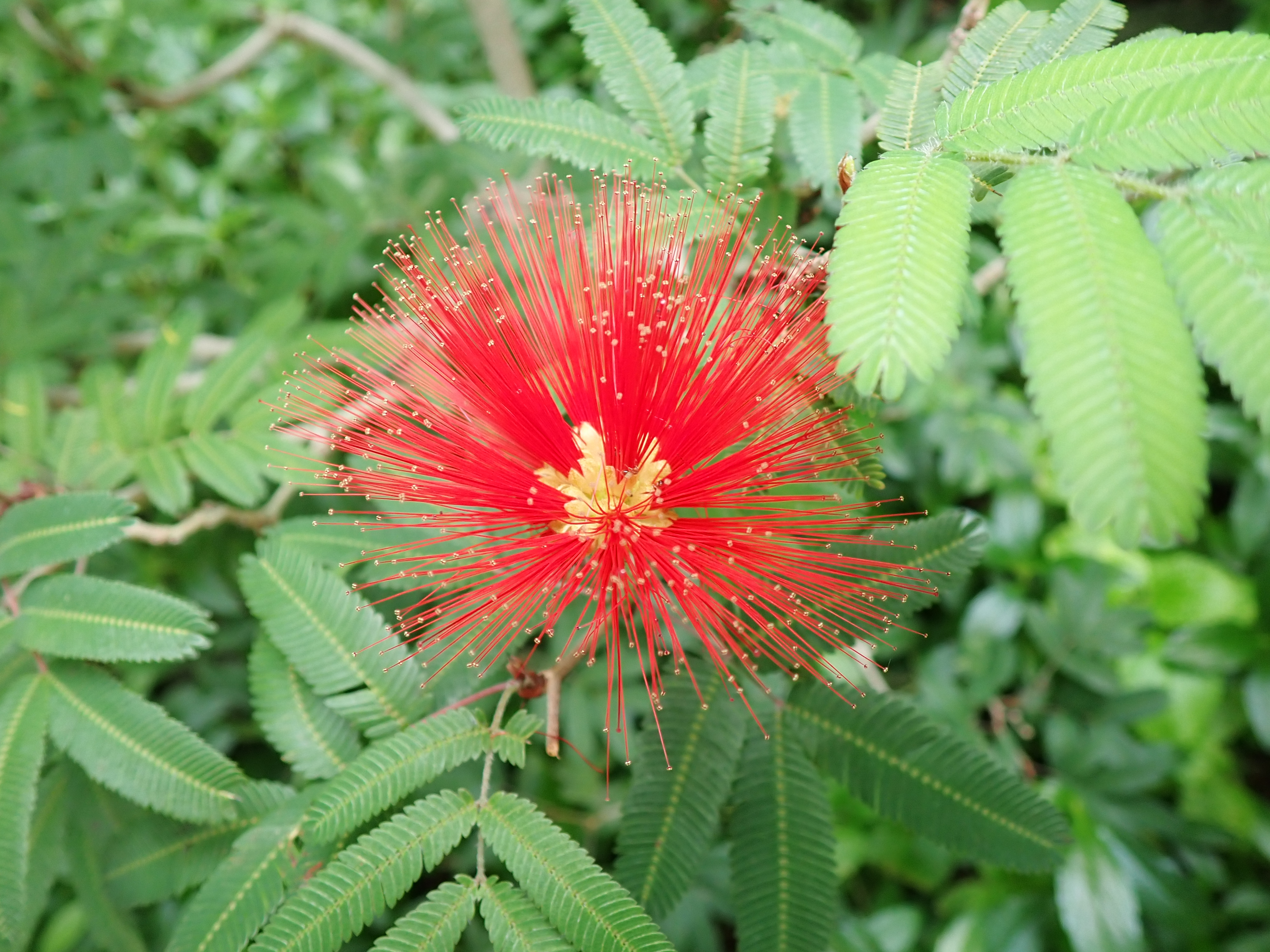
カリアンドラ・トウィーディー